# Gördel

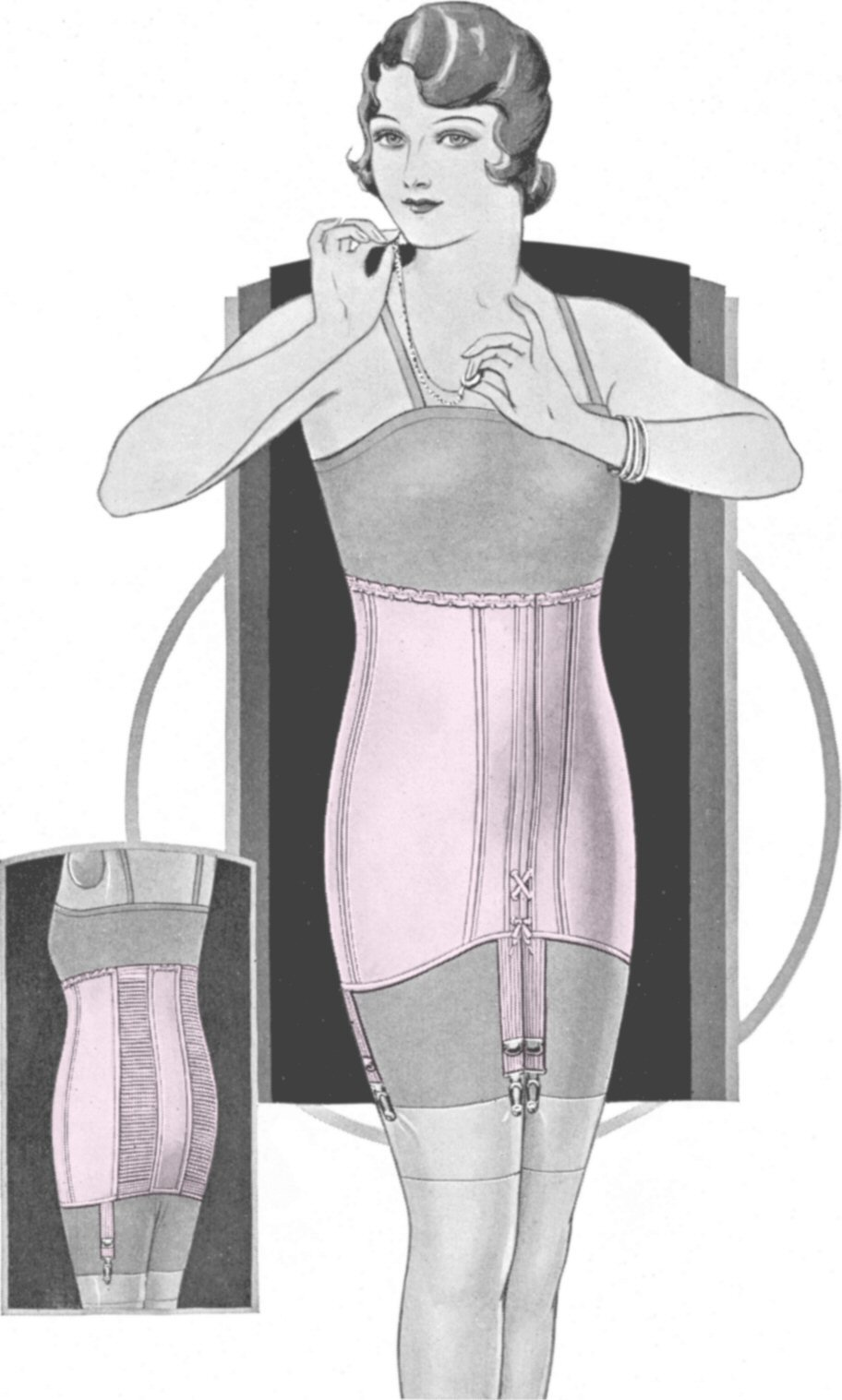
Gördel från 1933.

Gördel är ett klädesplagg som täcker en persons höfter och eventuellt formar mage, lår och stjärt. Ursprungligen var gördel en synonym till bälte, men under 1900-talet börjar det i första hand syfta på brett bälte. Under slutet av 1900-talet har det huvudsakligen använts om ett damplagg som ersatte korsetten. 
Gördeln var under flera decennier ett spritt vardagsplagg. Liknande plagg saluförs dock i stor mängd idag under beteckningar som "shapers" eller formplagg. Tidvis har gördeln också varit aktuellt i modet som ett synligt underplagg eller som ytterplagg under inflytande av pop-kulturen. Artisten Madonna är kanske det främsta namnet i detta avseende.

## Varianter
En lättare gördel kallas höfthållare. Gördlar finns vidare som öppna gördlar eller som byxgördel, som kan utformas med eller utan ben av olika längd. Om den helt saknar ben kallas den trosgördel. En kombination av behå och gördel är den så kallade korseletten, med sina sentida avläggare torsoletten och bodyn. En kortare starkt figurformande variant avsedd för kvinnor är midjegördeln. Den sträcker sig från revbensbågen till höfterna.
Maggördel är ett brett sidenbälte som män bär till smoking eller frack.

## Utformning
Till en början tillverkades gördeln i styva material som taft och satin ibland med inslag av gummi, men kom med de nya syntetmaterialen under 1950-talet att sys i elastiska material som till exempel lycra, ibland med isydda paneler av icke-elastiskt material. Hårdare formande gördlar har ofta isydda fjädrar eller plastförstärkningar samt öppnas och stängs med hakar och hyskor täckta av blixtlås. Lättare gördlar saknar helt sådana anordningar och kallades ibland "roll-ons" eller "step-ins". 
Vid gördeln är vanligen fyra, sex eller åtta strumpeband med knäppen fästa för att bära upp nylonstrumpor. Gördeln upphörde successivt att vara ett vardagsplagg när lanseringen av strumpbyxor i slutet av 1960-talet gjorde att strumpebanden inte längre var nödvändiga.